# رقص بهلواني

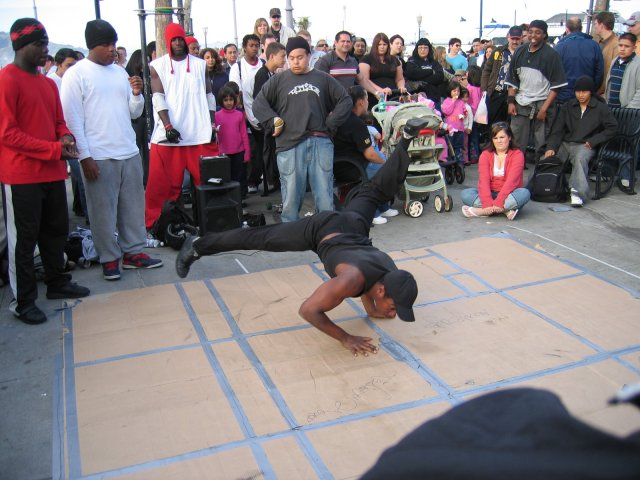
رقص بهلواني في أحد شوارع سان فرانسيسكو

رقص بَهلواني (بالإنجليزية: Breakdancing) وهي رقصة التكسير تكون على موسيقى الهيب هوب أو الراب وتطورت باعتباره جزءا من ثقافة الهيب هوب. وأيضا يمكن تعريفها أنها التعبير الجسدي لموسيقى الراب. وأصبح الآن الرقص في الشوارع tunisie تعتبر من أصعب الرقص واخطره وتعتمد على حسب الإيقاع وتتعب التفكير ولكنها تعطي جسدا قويا في ممارستها
أصبحت منتشرة في جميع مناطق العالم الرقص البهلواني انتشر في أمريكا جنوب أفريقيا وايضا اشتهر الكورين والفرنسين بها والبرازيل وإيطاليا وهولندا عند العرب اشتهر واهمها تونس والجزائر والمغرب والأردن وسوريا فهي تعتبر رياضة صعبة وايضا رقص يدخل فيه العديد من الحركات ومنها الباركور وجبا وكيز وبوبينغ ورقص العادي وحركات الدوران واللياقة لانها تحتاج لياقه عالية وتركيز عالي جدا

## نظر أيضاً
- سروال المظلة